# Liste der Kantone im Département Haut-Rhin

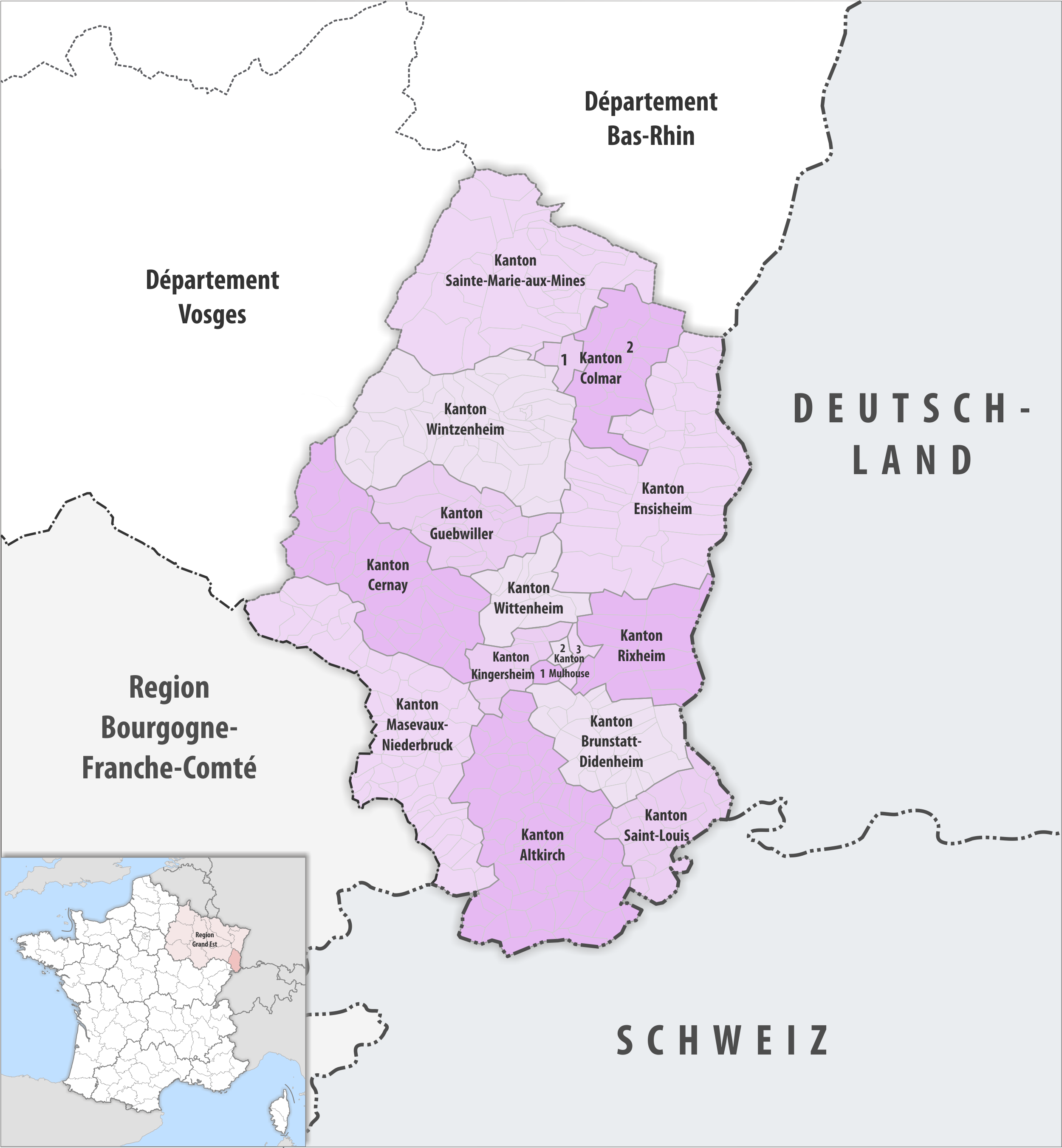
Gemeinden und Kantone im Département Haut-Rhin

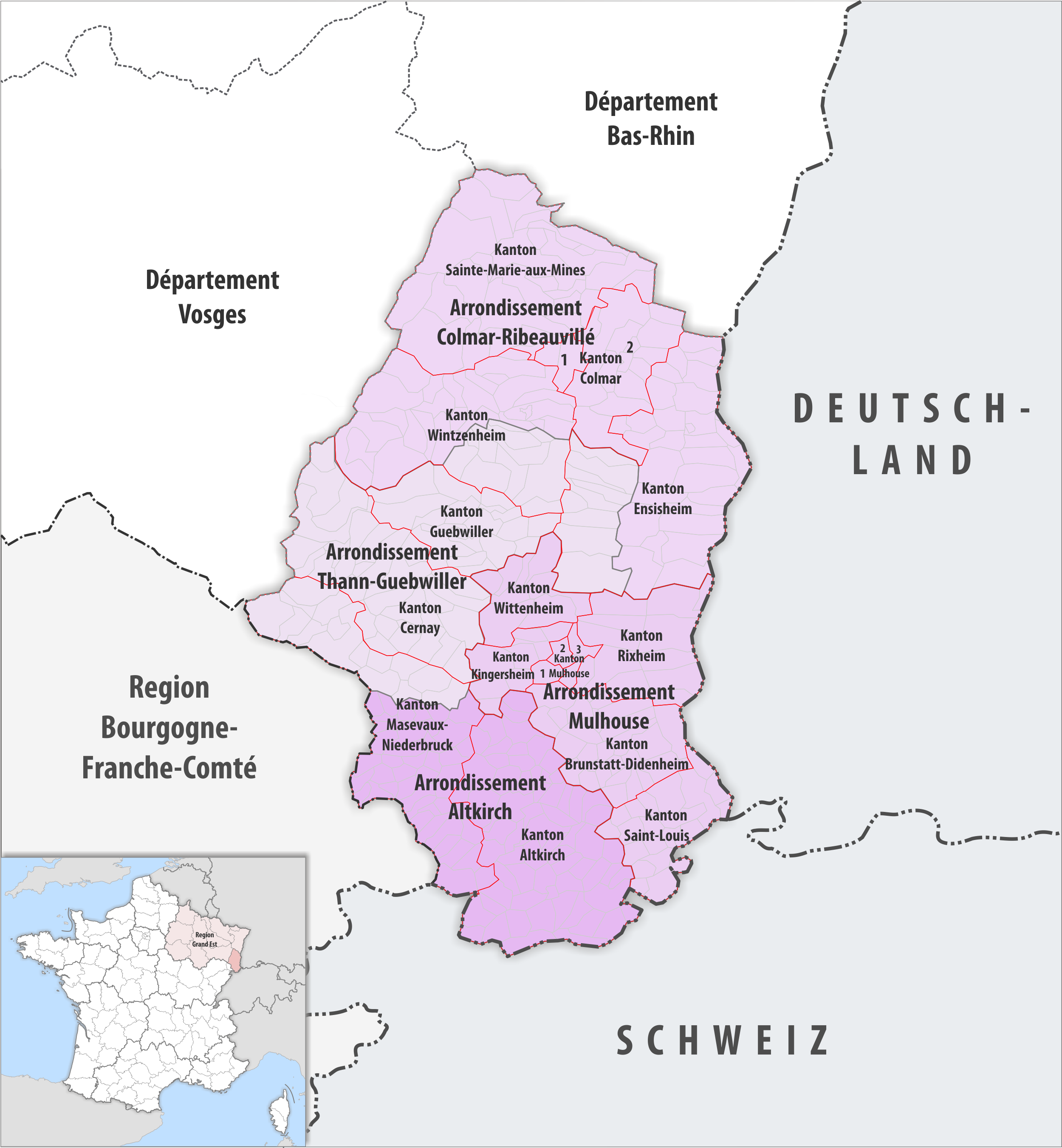
Gemeinden, Arrondissemente und Kantone im Département Haut-Rhin

Das Département Haut-Rhin liegt in der Region Grand Est (bis 2015 Elsass) in Frankreich. Es untergliedert sich seit dem 22. März 2015 in vier Arrondissements mit 17 Kantonen (französisch cantons).
| Kanton                  | Gemeinden | Einwohner 1. Januar 2022 | Fläche km² | Dichte Einw./km² | Code INSEE | Arrondissement(e)                    |
| ----------------------- | --------- | ------------------------ | ---------- | ---------------- | ---------- | ------------------------------------ |
| Altkirch                | 64        | 47.603                   | 433,23     | 110              | 6801       | Altkirch                             |
| Brunstatt-Didenheim     | 27        | 42.899                   | 187,30     | 229              | 6802       | Mulhouse                             |
| Cernay                  | 31        | 49.543                   | 325,60     | 152              | 6803       | Thann-Guebwiller                     |
| Colmar-1                | 1 ⁄2      | 42.916                   | 23,64      | 1.815            | 6804       | Colmar-Ribeauvillé                   |
| Colmar-2                | 12 1⁄2    | 53.417                   | 165,22     | 323              | 6805       | Colmar-Ribeauvillé                   |
| Ensisheim               | 38        | 50.379                   | 466,01     | 108              | 6806       | Colmar-Ribeauvillé, Thann-Guebwiller |
| Guebwiller              | 18        | 35.706                   | 169,87     | 210              | 6807       | Thann-Guebwiller                     |
| Kingersheim             | 8         | 41.801                   | 68,08      | 614              | 6808       | Mulhouse                             |
| Masevaux-Niederbruck    | 59        | 38.245                   | 390,44     | 98               | 6809       | Altkirch, Thann-Guebwiller           |
| Mulhouse-1              | 1⁄3       | 39.122                   | 8,98       | 4.357            | 6810       | Mulhouse                             |
| Mulhouse-2              | 1⁄3       | 39.843                   | 7,14       | 5.580            | 6811       | Mulhouse                             |
| Mulhouse-3              | 1 ⁄3      | 41.074                   | 13,56      | 3.029            | 6812       | Mulhouse                             |
| Rixheim                 | 12        | 48.872                   | 181,88     | 269              | 6813       | Mulhouse                             |
| Saint-Louis (Haut-Rhin) | 21        | 59.087                   | 140,32     | 421              | 6814       | Mulhouse                             |
| Sainte-Marie-aux-Mines  | 28        | 43.309                   | 450,93     | 96               | 6815       | Colmar-Ribeauvillé                   |
| Wintzenheim             | 35        | 49.677                   | 393,09     | 126              | 6816       | Colmar-Ribeauvillé, Thann-Guebwiller |
| Wittenheim              | 9         | 44.307                   | 99,88      | 444              | 6817       | Mulhouse                             |
| Département Haut-Rhin   | 366       | 767.800                  | 3.525,17   | 218              | 68         | –                                    |

## Liste ehemaliger Kantone
Bis zum Neuzuschnitt der französischen Kantone im März 2015 war das Département Haut-Rhin wie folgt in 31 Kantone unterteilt:
| Arrondissement | Kantone |
| -------------- | --- |
| Altkirch       | Altkirch, Dannemarie, Ferrette, Hirsingue                                                                    |
| Colmar         | Andolsheim, Colmar-Nord, Colmar-Sud, Munster, Neuf-Brisach, Wintzenheim                                      |
| Guebwiller     | Ensisheim, Guebwiller, Rouffach, Soultz-Haut-Rhin                                                            |
| Mulhouse       | Habsheim, Huningue, Illzach, Mulhouse-Est, Mulhouse-Nord, Mulhouse-Ouest, Mulhouse-Sud, Sierentz, Wittenheim |
| Ribeauvillé    | Kaysersberg, Lapoutroie, Ribeauvillé, Sainte-Marie-aux-Mines                                                 |
| Thann          | Cernay, Masevaux, Saint-Amarin, Thann                                                                        |